# Pollanisus calliceros
Pollanisus calliceros là một loài bướm đêm thuộc họ Zygaenidae. Nó được tìm thấy ở Tasmania, Victoria và New South Wales.
Chiều dài cánh trước là 6.5–8 mm đối với con đực. There is one generation con trưởng thành bay vào giữa hè.

## Phụ loài
- Pollanisus calliceros calliceros Turner, 1926 (Tasmania, vùng núi của Victoria và southernmost New South Wales)
- Pollanisus calliceros azurea Tarmann, 2005 (mountains of central và miền bắc New South Wales)